# Helen Foster

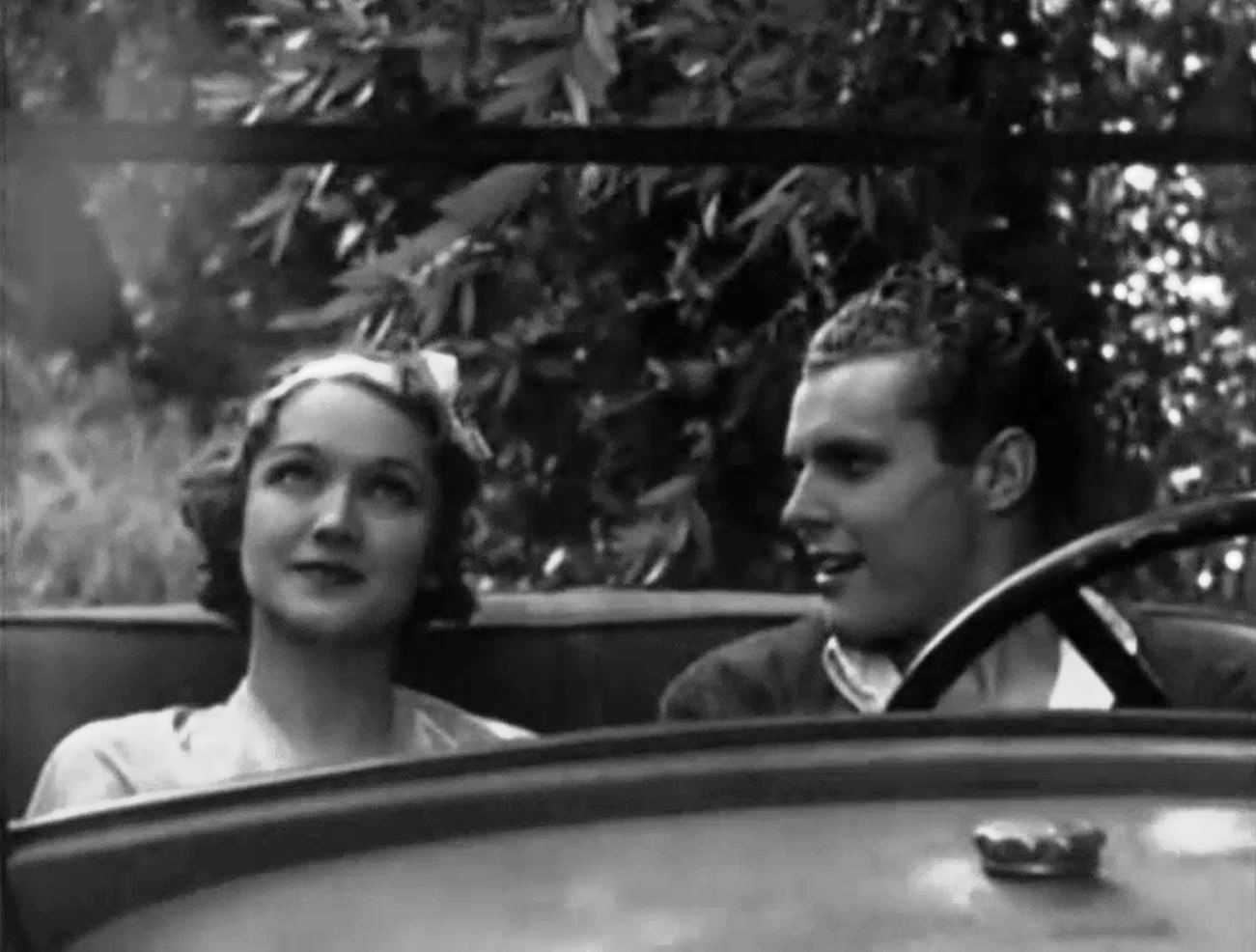
Glen Boles y Helen Foster en The Road to Ruin (1934)

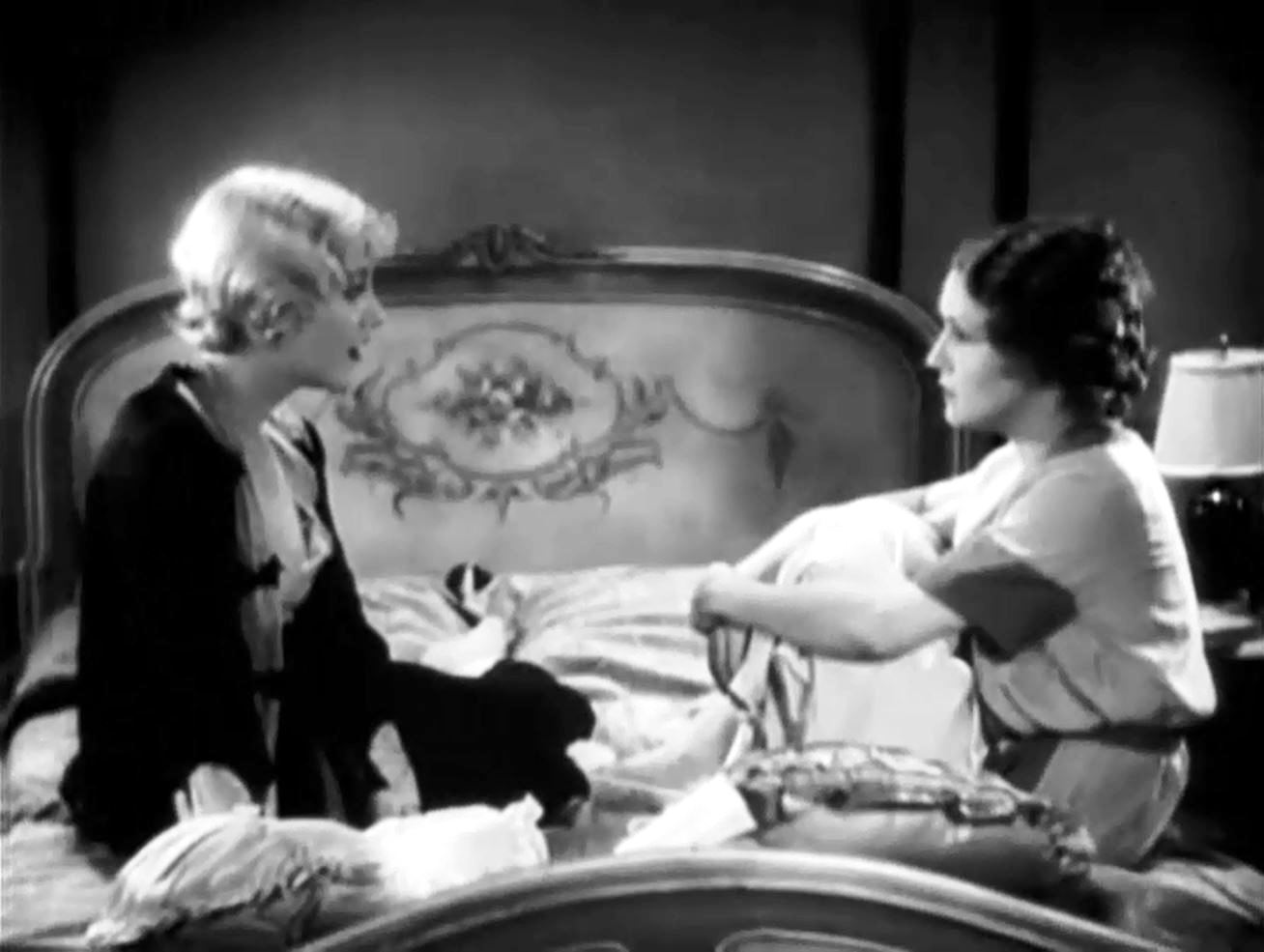
Nell O'Day y Helen Foster en The Road to Ruin (1934)

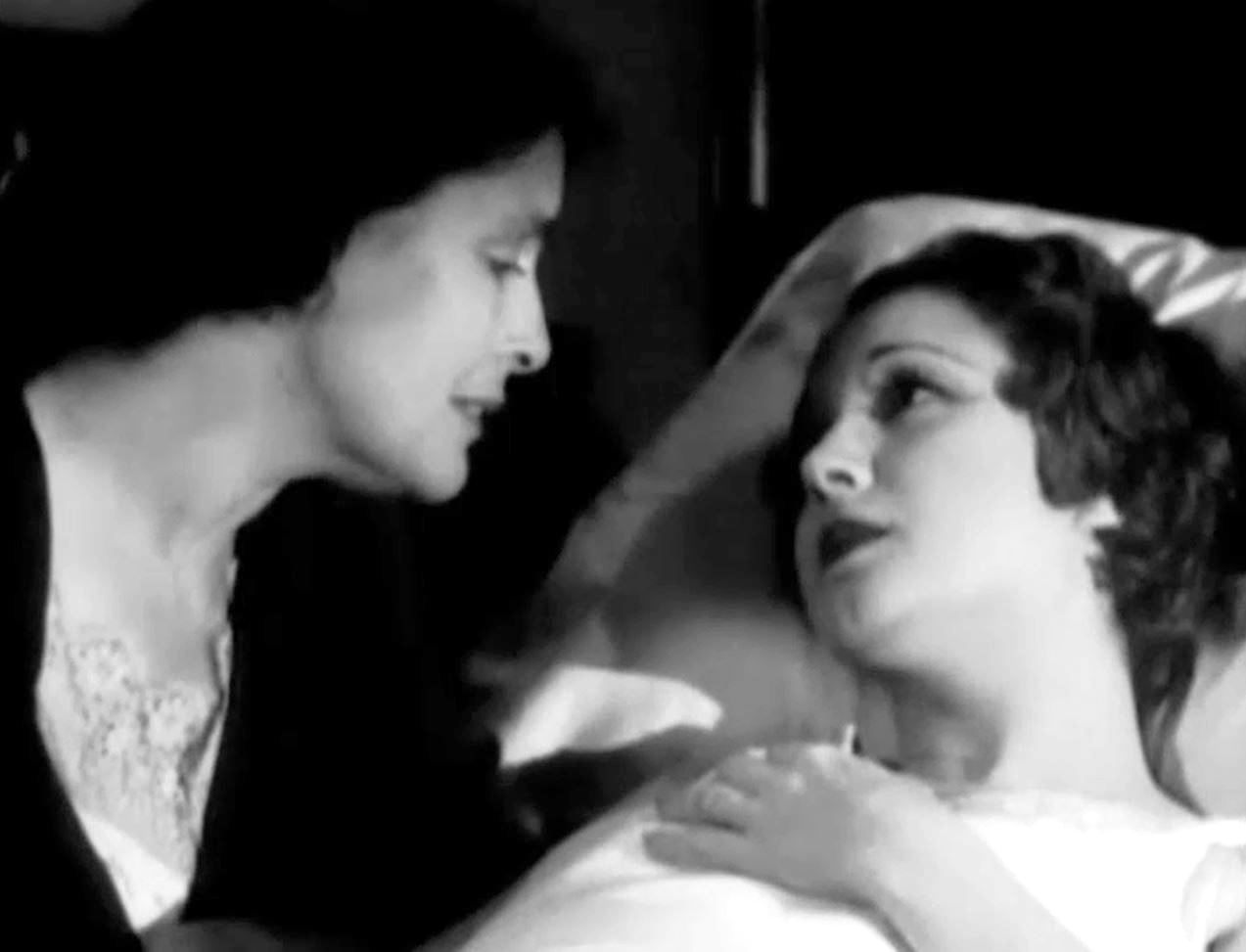
Virginia True Boardman y Helen Foster en The Road to Ruin (1934)

Helen Foster (Independence, 23 de mayo de 1906–Los Ángeles, 25 de diciembre de 1982) fue una actriz cinematográfica estadounidense.

## Biografía
Nació en Independence, Kansas, Foster cursó estudios en Kansas City (Misuri) y en una finishing school en Florida.
Empezó a actuar en 1925, participando en cortos cómicos y en cintas del género western. Su primer film fue On the Go, de Action Pictures, en el que actuó junto a Jay Wilsey. Además de Action, entre otros estudios también trabajó para Robertson-Cole Pictures Corporation, Goodwill Productions y Universal Pictures, rodando para este último el serial Haunted Island (1928), en el que actuó con Jack Dougherty. 
En 1929 tuvo un papel en su primer film sonoro, Gold Diggers of Broadway, y ese mismo año fue nombrada una de las WAMPAS Baby Stars. Las WAMPAS Baby Stars fue una campaña publicitaria patrocinada por United States Western Association of Motion Picture Advertisers, una asociación de publicistas cinematográficos que homenajeaba a trece (catorce en 1932) jóvenes mujeres todos los años, las cuales consideraban que iban a llegar al estrellato. 
En 1933, Foster actuó en el film de explotación The Road to Ruin, una versión del film de 1928 del mismo nombre, el cual también protagonizó. Tras el estreno de Road to Ruin, Foster solo hizo otras ocho actuaciones cinematográficas, la mayor parte con papeles sin reflejar en los títulos. Su última actuación, como extra, tuvo lugar en 1956 con La vuelta al mundo en ochenta días.
Helen Foster falleció en 1982 en Los Ángeles, California, a los 76 años de edad.

## Filmografía
| Año  | Título                             | papel                    | Observaciones                                     |
| ---- | ---------------------------------- | ------------------------ | ------------------------------------------------- |
| 1925 | On the Go                          | Nell Hall                |                                                   |
| 1925 | Reckless Courage                   | Doris Bayne              | Otro título: Flying Courage                       |
| 1925 | The Bandit's Baby                  | Esther Lacy              |                                                   |
| 1925 | The Tourist                        |                          |                                                   |
| 1925 | Maid in Morocco                    | La novia                 |                                                   |
| 1926 | Move Along                         | La chica                 |                                                   |
| 1927 | California or Bust                 | Nadine Holtwood          |                                                   |
| 1927 | The Courage of Collins             | Rose Foster              |                                                   |
| 1927 | When a Dog Loves                   | Agnes Flanagan           |                                                   |
| 1927 | Naughty Nanette                    | Lucy Dennison            |                                                   |
| 1927 | The Outlaw Dog                     | Helen Meadows            |                                                   |
| 1927 | Hands Off                          | Myra Perkins             |                                                   |
| 1928 | 13 Washington Square               | Mary Morgan              |                                                   |
| 1928 | The Road to Ruin                   | Sally Canfield           |                                                   |
| 1928 | Haunted Island                     | Rosalind Joy             |                                                   |
| 1928 | Won in the Clouds                  | Grace James              |                                                   |
| 1928 | Hellship Bronson                   | Mary Younger             |                                                   |
| 1928 | The Mating Call                    | Jessie Peebles           |                                                   |
| 1928 | Sweet Sixteen                      | Cynthia Perry            |                                                   |
| 1928 | Should a Girl Marry?               | Alice Dunn               |                                                   |
| 1929 | The Sky Skidder                    | Stella Hearns            |                                                   |
| 1929 | Linda                              | Linda                    |                                                   |
| 1929 | Circumstantial Evidence            | Jean Benton              |                                                   |
| 1929 | Hoofbeats of Vengeance             | Mary Martin              |                                                   |
| 1929 | The Harvest of Hate                | Margie Smith             |                                                   |
| 1929 | Gold Diggers of Broadway           | Violet                   |                                                   |
| 1929 | So Long Letty                      | Sally Davis              |                                                   |
| 1929 | Painted Faces                      | Nancy                    |                                                   |
| 1929 | Irish Fantasy                      |                          |                                                   |
| 1929 | Finders Keepers                    | Ninon                    |                                                   |
| 1931 | The Primrose Path                  |                          |                                                   |
| 1931 | Is There Justice?                  | June Lawrence            |                                                   |
| 1932 | Ghost City                         | Laura Martin             |                                                   |
| 1932 | Temptation's Workshop              |                          | Otro título: Youths Highways                      |
| 1932 | Sinister Hands                     | Vivian Rogers            |                                                   |
| 1932 | The Saddle Buster                  | Sunny Hurn               |                                                   |
| 1932 | The Boiling Point                  | Lora Kirk                |                                                   |
| 1932 | Young Blood                        | Gail Winters             | Otro título: Lola                                 |
| 1932 | The Big Flash                      | Criada de Nadine         |                                                   |
| 1932 | Lucky Larrigan                     | Virginia Bailey          |                                                   |
| 1934 | The Road to Ruin                   | Ann Dixon                |                                                   |
| 1934 | School for Girls                   | Eleanor                  |                                                   |
| 1939 | North of Shanghai                  | Papel no determinado     | Sin créditos                                      |
| 1940 | The Westerner                      | Janice                   | Sin créditos                                      |
| 1942 | Parachute Nurse                    | Chica de la Compañía "C" | Sin créditos                                      |
| 1948 | Call Northside 777                 | Secretaria               | Sin créditos Otro título: Calling Northside 777   |
| 1948 | Good Sam                           |                          | Sin créditos                                      |
| 1952 | Never Wave at a WAC                | Capitán Finch            | Sin créditos Otro título: The Private Wore Skirts |
| 1956 | La vuelta al mundo en ochenta días | Extra                    | Sin títulos                                       |